# NGC 1024
NGC 1024 је спирална галаксија у сазвежђу Ован која се налази на NGC листи објеката дубоког неба.
Деклинација објекта је + 10° 50' 52" а ректасцензија 2h 39m 11,8s. Привидна величина (магнитуда) објекта NGC 1024 износи 12,3 а фотографска магнитуда 13,1. Налази се на удаљености од 46,6000 милиона парсека од Сунца. NGC 1024 је још познат и под ознакама UGC 2142, MCG 2-7-20, CGCG 439-22, ARP 333, IRAS 02365+1037, PGC 10048.